# Nicușor Constantinescu (politician)
Nicușor Constantinescu (n. 29 octombrie 1966, Ploiești, România) este un politician român, fost președinte al consiliului județean Constanța din partea PSD.

## Afaceri
Nicușor Constantinescu a absolvit Institutul de Marină Civilă Constanța, acolo unde s-a împrietenit cu Radu Mazăre și Sorin Strutinsky, cu care avea să întemeieze imperiul Conpress Holding.
La începutul anilor 1990 cei trei au înființat publicația Contrast. Ulterior cei trei s-au extins în turism, cumpărând hotelul Flora din Mamaia.

## Activitatea politică
În anul 2000 a obținut un mandat de consilier local ca independent, iar în 2004 a devenit consilier județean PSD, fiind votat apoi președinte de consiliu județean timp de 3 mandate.
În data de 24 aprilie 2015 a fost suspendat din funcția de președinte executiv al PSD Constanța.

## Condamnări penale
La data de 29 iunie 2016 curtea de apel din Constanța l-a condamnat pe Nicușor Constantinescu, la data faptelor președinte al consiliului județean Constanța, la 5 ani de închisoare pentru abuz în serviciu în formă continuată. Sentința de condamnare la 5 ani de închisoare a fost confirmată de ÎCCJ.

La data de 23 martie 2018, Curtea de Apel București l-a achitat pe Nicușor Constantinescu de 24 de capete de acuzare . 

În data de 11 iunie 2019 ÎCCJ l-a condamnat pe Nicușor Constantinescu la o pedeapsă de 10 ani de închisoare în alt dosar, în care a fost trimis în judecată tot pentru abuz în serviciu.